# Władysławowo
Władysławowo (in idisch: רישעוויץ Rischevitz; in casciubo: Wiôlgô Wies, in tedesco: Großendorf) è una città della Polonia situata sulla costa meridionale del Mar Baltico, nella Casciubia della Pomerania Orientale, con 15 015 abitanti (2009).

## Geografia fisica

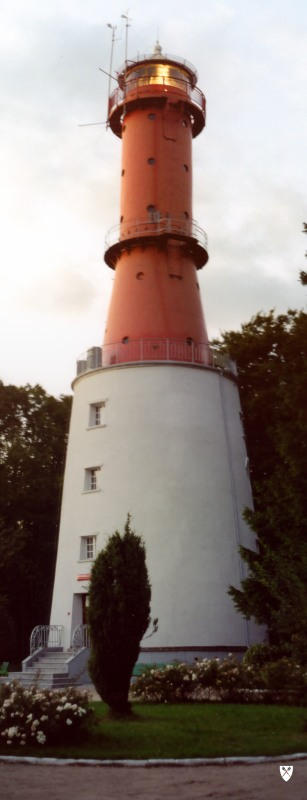
Faro di Rozewie

È situata nel distretto di Puck, sulla Penisola di Hel. Fa parte del voivodato della Pomerania dal 1999, mentre dal 1975 al 1998 ha fatto parte del voivodato di Danzica. Władysławowo è un porto marittimo e una delle più popolari località turistiche della Polonia.
Il comune di Władysławowo consiste di diversi distretti: Władysławowo, Chałupy, Chłapowo, Jastrzębia Góra, Karwia, Ostrowo, Rozewie, Tupadły.

## Storia
Nel 1634 l'ingegnere Fryderyk Getkant disegnò un forte chiamato Władysławowo situato sulla Penisola di Hel, a qualche chilometro a est dell'attuale città di Władysławowo.

## Società

### Evoluzione demografica
- 1960: 3 900 abitanti
- 1970: 7 900 abitanti
- 1975: 9 200 abitanti
- 1980: 10 600 abitanti
- 2009: 15 000 abitanti

## Amministrazione

### Gemellaggi
- Scalea, dal 17 novembre 2017[1]